# Pablo Calogero
Pablo Calogero (* 29. Juli 1958 in Los Angeles) ist ein amerikanischer Jazzmusiker (Tenor-, Sopran- und vor allem Baritonsaxophon, Bassklarinette, Flöte).

## Wirken
Calogero gehörte zur Band von Karen Mantler, mit der zwei Alben entstanden, und tourte mit der Bigband von Carla Bley in Europa. Weiterhin arbeitete er mit John Lindberg, Jaki Byard, Rashied Ali, James Newton, Steven Bernstein, Lonnie Jordan, Danny Frankel, Adam Rudolph, Yusef Lateef (In the Garden) und Phil Ranelin (Portrait in Blue). Im Latin-Bereich spielte er in den Gruppen von  Tito Puente, Mario Bauzá (Tanga), Bebo Valdés, Chico O’Farrill, Arturo O’Farrill (Song for Chico), Jerry Gonzalez und Andy Gonzalez. Zudem war er als Musiker und Darsteller an dem Film Mambo Kings beteiligt.